# Ivo Jelinčić Mučito
Ivo Jelinčić Mučito (Postira, 25. srpnja 1950. – Zagreb, 4. lipnja 2020.) bio je hrvatski pjesnik i esejist. Radio je kao tehnolog u tvrtki Rade Končar u Zagrebu gdje je bio i dugogodišnji voditelj "Književne radionice". Nagrađen je na pjesničkoj manifestaciji "Goranovo proljeće" 1975. godine. Objavljivao je svoje radove u raznim časopisima: Republika, Oko, Gradina kao i na Radio Zagrebu. U Valjevu na IV. susretima amatera SFRJ "Kosta Abrašević" osvaja I. nagradu žirija publike. Nastupao diljem Hrvatske i bivše SFRJ.
Svoju prvu zbirku pjesama "Letač tame" objavljuje 1977. godine u izdanju Izdavačkog knjižarskog poduzeća "Mladost". Bio je višegodišnji pjevač Akademskog zbora Ivan Goran Kovačić.
Napisao je literarni predložak za igrani film "Ivo pokojnog Nikole" (režija Ivo Kličinović, scenarij Jadranko Šantić) u kojem je igrao glavnu ulogu. 
Napisao je riječi za skladbu "Poznavao sam ženu meni obećanu" koju je uglazbio Đorđe Novković, a izvodi Mladen Biočina. Nastupio je 2008. godine na splitskom festivalu pričanja priča "Pričigin" s nastupom u kojem je vile i vilenjaka pronašao u novovjekim ljudima i događajima.  

## Zbirka: Letač tame
Ivo Jelinčić Mučito nakon zapaženog uspjeha i nagrade na manifestaciji "Goranovo proljeće" izdaje zbirku poezije "Letač tame" 1977. godine u izdanju Mladosti sa 34 pjesme ljubavne i socijalne tematike.
Urednik: Oto Šolc
Tehnički urednik: Marijan Bašić
Korektori: Marija Molnar, Sefija Ibrahimpašić
Likovna oprema: Irislav Meštrović  

## Film "Ivo pokojnog Nikole"
Literarni predložak za kratki igrani film "Ivo pokojnog Nikole" nastao je prema pjesmi "Moje - tvoje" u kojoj Ivo Jelinčić Mučito problematizira smiješne situacije koje nastaju u malim mjestima gdje mnogi stanovnici imaju ista imena. Ta činjenica dovodi do zbunjujućih i smiješnih situacija u gruntovnicama gdje se više ne zna kome od mještana pripadaju koje parcele zemlje. Nastaju zatim mnogobrojni humoristični zapleti, a sve kulminira telegramom koji poštar dostavlja glavnom liku filma u kojem ga rođaci obavještavaju da mu je umrla žena. A žena baš u tom trenutku sjedi pored njega jer on nije taj "Ivo pokojnog Nikole" kome je obavijest trebala stići, već samo  jedan od njih desetak u malom dalmatinskom mjestu.

## Glazba "Poznavao sam ženu meni obećanu"
Ivo Jelinčić Mučito napisao je riječi za ljubavnu pjesmu "Poznavao sam ženu meni obećanu" koju je 1974. godine uglazbio hrvatski kompozitor Đorđe Novković, a otpjevao Mladen Biočina na singl ploči u izdanju Jugotona.
Poznavao sam ženu meni obećanu
Zamrsio ti vjetar kose raspletene
u odsjaju neba lice ti se žari
tiho kao sjena ideš pored mene
kao da se nikad, nikad nismo znali.
Ti si nekad bila mog života dio
jednog divnog cvijeta latice smo bili
al' tvom je srcu sada drugi čovjek mio 
sjeti se bar sreće i suza što smo lili.
Poznavao sam ženu meni obećanu
od vremena onog kad je sretoh bosu
sanjao sam danju, sanjao sam noću
zamršenu vjetrom raspletenu kosu.
Htio bih vratit to vrijeme iza mene
jednu želju što se davno skrila
možda u liku neke druge žene
svatih da si samo prazna čežnja bila. 